# Sangalopsis versicolor
Sangalopsis versicolor là một loài bướm đêm trong họ Geometridae.